# Eggendorf (Niederösterreich)
Eggendorf ist eine Gemeinde mit 5096 Einwohnern (Stand 1. Jänner 2025) im Bezirk Wiener Neustadt in Niederösterreich.

## Geografie
Eggendorf liegt im Industrieviertel im nördlichen Teil des Steinfeldes. Die Südostgrenze bildet die Warme Fischa, von Süden nach Norden durchzieht der Wiener Neustädter Kanal die Gemeinde. Die Fläche der Gemeinde umfasst rund zwanzig Quadratkilometer. Davon werden mehr als die Hälfte landwirtschaftlich genutzt, fünfzehn Prozent sind bewaldet.

### Gemeindegliederung
Katastralgemeinden sind Ober-Eggendorf und Unter-Eggendorf.
Ein Gemeindeteil von Eggendorf ist die Siedlung Maria Theresia. Sie hat eine eigene Postleitzahl (2601) und eine eigene Telefonvorwahl (02628).

### Nachbargemeinden
| Felixdorf       | Sollenau                                    | Ebenfurth   |
| Theresienfeld   | Kompassrose, die auf Nachbargemeinden zeigt | Zillingdorf |
| Wiener Neustadt | Lichtenwörth                                |             |

## Geschichte
Siedlungsspuren zeigen, dass das Gebiet von Eggendorf bereits in der Jungsteinzeit besiedelt war. Aus der Latènezeit und der Zeit der römischen Besiedlung stammen Keramikfunde.
Im 11. Jahrhundert wurde das Gebiet von den Bajuwaren besiedelt. In dieser Zeit war die Leitha die Grenze, sodass Eggendorf an der Ostgrenze des Heiligen Römischen Reiches lag.
Lange Zeit galt das Ekchendorf in der Urkunde des Herzogs Friedrich aus dem Jahr 1316 als erste urkundliche Erwähnung von Eggendorf. Neuere Forschungen zeigen die erste Erwähnung im Jahr 1292.
Zum Ende des 14. Jahrhunderts gehörte Eggendorf zur Pfarre Wiener Neustadt, dann wurde sie eine eigenständige Pfarre der Diözese Salzburg. Ein Brand zerstörte 1605 die Kirche, sie wurde 1608 unter Kardinal Melchior Khlesl wieder aufgebaut. Die Pfarre wurde 1686 in die Pfarre Lichtenwörth inkorpiert. 1712 entstand sie wieder als eigene Pfarre des Bistums Wiener Neustadt.
Aus einer Mahlmühle in Obereggendorf errichtete Jakob Baron von Berchtold im Jahr 1650 die erste Papierfabrik in Niederösterreich, die später dem Salzer-Konzern angehörte. Aus einer Mühle in Untereggendorf war eine Feigenkaffe-Fabrik entstanden und daraus 1838 eine Baumwollspinnerei.
Die Technik des maschinellen Spinnens hatte John Thornton (1771–1847) aus England mitgebracht. Er hatte 1801 einen Vertrag zur Errichtung der Pottendorfer Spinnerei und ein österreichisches Privileg zur Erzeugung von Spinnmaschinen erhalten. In der Folge gründeten John und seine Brüder William, Joseph und Jonathan Thornton viele weitere Spinnereien im Industrieviertel Niederösterreichs. Als die Spinnerei in Eggendorf 1882 insolvent und die Eigentümer Thornton unauffindbar waren, sah sich der Baumwollhändler Carl Friedrich Seutter von Loetzen (1820–1892) praktisch gezwungen, statt des Entgelts für gelieferte Ware die Fabrik zu übernehmen. Seiner von ihm 1861 gegründeten Firma Seutter & Co. blieben dann viele der in Eggendorf Beschäftigten durch 3 Generationen treu – darunter auch Kroaten aus dem benachbarten Ungarn (heutiges Burgenland) –, auch weil ihnen ein „Arbeitsheim“ (im Sinn einer Wohn- und Arbeitsstätte eines handwerklichen oder bäuerlichen Familienbetriebs) mit einer Siedlung, eigenem Kindergarten, Schule mit Schulmeister für die Heranwachsenden und Werkstätten für die Ausbildung der Arbeiter, zur Verfügung gestellt wurden. Die Seuttergasse in Eggendorf wurde nach ihm benannt. Noch am Tag seines Todes 1892 unterzeichnete er den Kaufvertrag zum Grundstück für den Bahnanschluss an die Pottendorfer Linie. Die Firmenleitung nach ihm übernahm sein Sohn Hermann (1863–1908), dem die Söhne Erich (1890–1965) und Herbert (1892–1969) folgten. Ihnen wurde 1958 die Ehrenbürgerschaft der Gemeinde Eggendorf verliehen. In der Wirtschaftskrise der 1920er-Jahre gelang es ihnen 1924/1925, den Konkurs des Geschäftspartners Borckenstein mit einem Dollarkredit abzuwenden. Ab 1933 war dann Seutter & Co. Mehrheitseigentümer der in eine Aktiengesellschaft umgewandelten Firma G. Borckenstein & Sohn. Unter der Leitung der Firma durch Erichs Schwiegersöhne Hauser und Keller wurde Seutter & Co. 1979 mit der Firma Borckenstein verschmolzen. Diese wurde im Jahr 2000 in Borckenstein AG umbenannt. 2003 wurde die Fabrik in Eggendorf geschlossen und 2009 komplett geschleift. Am Areal befindet sich heute das 2013 eröffnete Gemeindezentrum von Eggendorf.
Die erste Betriebsfeuerwehr in Niederösterreich befand sich möglicherweise in Eggendorf. Sie wurde schon um 1869 erwähnt und könnte der Papierfabrik Salzer und Hetzer in Obereggendorf oder der Baumwollspinnerei Thornton (später Seutter & Co.) in Untereggendorf zugehört haben. 1899 gab es Fabriksfeuerwehren in Ober- und in Untereggendorf, denn beide hatten geholfen den Brand der Spinnfabrik in Nadelburg bei Lichtenwörth zu bekämpfen.

### Einwohnerentwicklung
Im Jahr 1854 wurde die Gemeinde Eggendorf bestehend aus 72 Häusern und 654 Einwohnern gegründet.
| Eggendorf: Einwohnerzahlen von 1869 bis 2025        | Eggendorf: Einwohnerzahlen von 1869 bis 2025 | Eggendorf: Einwohnerzahlen von 1869 bis 2025 | Eggendorf: Einwohnerzahlen von 1869 bis 2025 | Eggendorf: Einwohnerzahlen von 1869 bis 2025 |
| --------------------------------------------------- | -------------------------------------------- | -------------------------------------------- | -------------------------------------------- | -------------------------------------------- |
| Jahr                                                |                                              |                                              |                                              | Einwohner                                    |
| 1869                                                | 1869                                         |                                              | 1.020                                        | 1.020                                        |
| 1880                                                | 1880                                         |                                              | 1.022                                        | 1.022                                        |
| 1890                                                | 1890                                         |                                              | 1.142                                        | 1.142                                        |
| 1900                                                | 1900                                         |                                              | 1.348                                        | 1.348                                        |
| 1910                                                | 1910                                         |                                              | 1.875                                        | 1.875                                        |
| 1923                                                | 1923                                         |                                              | 2.007                                        | 2.007                                        |
| 1934                                                | 1934                                         |                                              | 1.753                                        | 1.753                                        |
| 1939                                                | 1939                                         |                                              | 1.682                                        | 1.682                                        |
| 1951                                                | 1951                                         |                                              | 1.549                                        | 1.549                                        |
| 1961                                                | 1961                                         |                                              | 1.500                                        | 1.500                                        |
| 1971                                                | 1971                                         |                                              | 1.791                                        | 1.791                                        |
| 1981                                                | 1981                                         |                                              | 2.723                                        | 2.723                                        |
| 1991                                                | 1991                                         |                                              | 3.459                                        | 3.459                                        |
| 2001                                                | 2001                                         |                                              | 4.085                                        | 4.085                                        |
| 2011                                                | 2011                                         |                                              | 4.508                                        | 4.508                                        |
| 2021                                                | 2021                                         |                                              | 5.057                                        | 5.057                                        |
| 2025                                                | 2025                                         |                                              | 5.096                                        | 5.096                                        |
| Quelle(n): Statistik Austria, Gebietsstand 1.1.2021 |                                              |                                              |                                              |                                              |

### Religion
Nach den Daten der Volkszählung 2001 sind 58,0 % der Einwohner römisch-katholisch und 4,4 % evangelisch. 7,0 % sind Muslime, 2,9 % gehören orthodoxen Kirchen an. 25,2 % der Bevölkerung haben kein religiöses Bekenntnis.

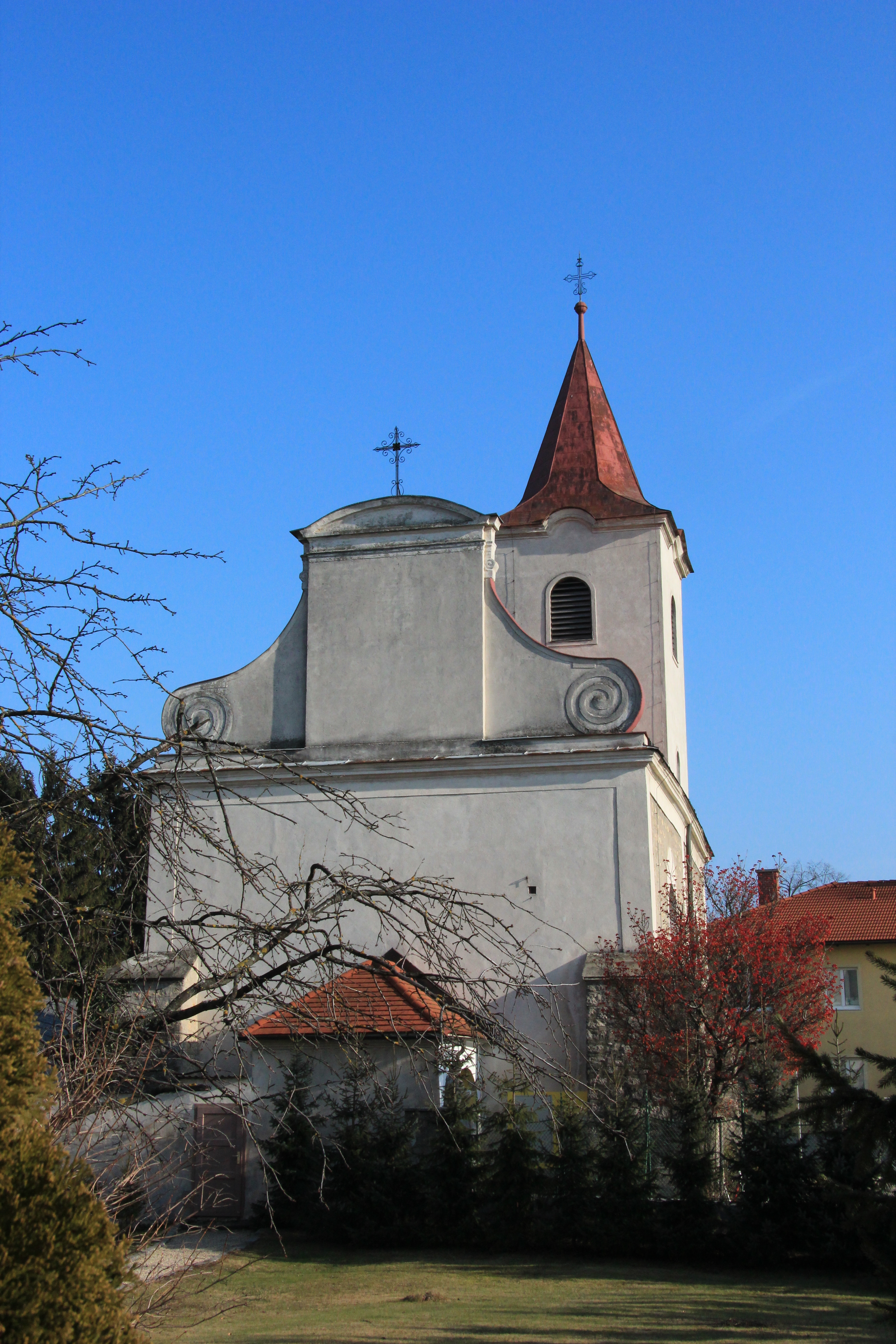
Pfarrkirche Eggendorf

## Kultur und Sehenswürdigkeiten
- Katholische Pfarrkirche Eggendorf Hll. Peter und Paul in Untereggendorf

## Wirtschaft und Infrastruktur
Nichtlandwirtschaftliche Arbeitsstätten gab es im Jahr 2001 117, land- und forstwirtschaftliche Betriebe nach der Erhebung 1999 37. Die Zahl der Erwerbstätigen am Wohnort betrug nach der Volkszählung 2001 1905. Die Erwerbsquote lag 2001 bei 47,71 %.

### Wirtschaftssektoren
Die landwirtschaftlich genutzte Fläche nahm von 1999 bis 2010 um mehr als dreißig Prozent ab. Von den 254 Erwerbstätigen des Produktionssektors arbeiteten fast sechzig Prozent im Baugewerbe und vierzig Prozent im Bereich Herstellung von Waren. Jeweils ein Drittel der Angestellten des Dienstleistungssektors waren in den Bereichen Handel und soziale und öffentliche Dienste beschäftigt.
| Wirtschaftssektor            | Anzahl Betriebe | Anzahl Betriebe | Erwerbstätige | Erwerbstätige |
| Wirtschaftssektor            | 2011            | 2001            | 2011          | 2001          |
| ---------------------------- | --------------- | --------------- | ------------- | ------------- |
| Land- und Forstwirtschaft 1) | 26              | 37              | 13            | 17            |
| Produktion                   | 41              | 36              | 254           | 293           |
| Dienstleistung               | 156             | 81              | 313           | 235           |

1) Betriebe mit Fläche in den Jahren 2010 und 1999

### Arbeitsmarkt, Pendeln
Im Jahr 2011 lebten rund 1900 Erwerbstätige in Eggendorf. Davon arbeiteten 200 in der Gemeinde, fast neunzig Prozent pendelten aus.

### Truppenübungsplatz
Am westlichen Gemeinderand zwischen Wiener Neustädter Kanal und Theresienfeld besteht der ABC- und Katastrophenhilfeübungsplatz Tritolwerk des Bundesheeres.

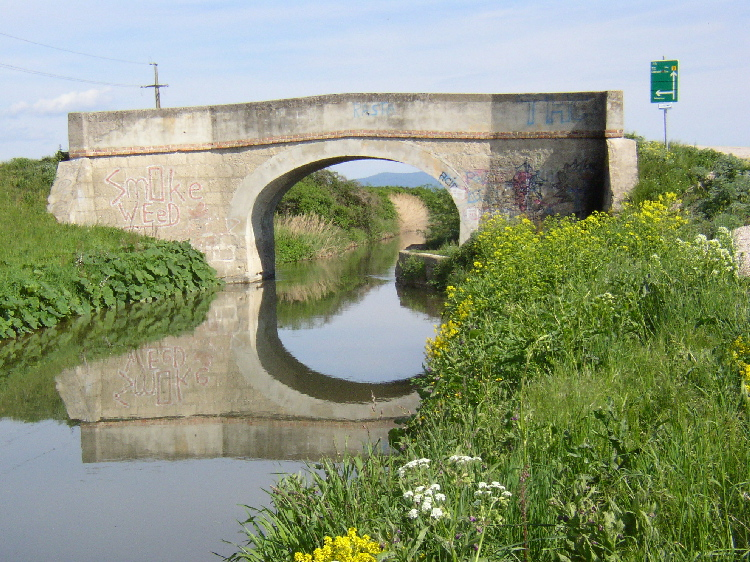
Radweg über den Wiener Neustädter Kanal.

### Verkehr
- Eisenbahn: Durch den Südosten der Gemeinde verläuft die Pottendorfer Linie, die bis 2023 modernisiert und zweigleisig ausgebaut wird.[11][veraltet] Knapp westlich der Gemeinde fährt die Südbahn.
- Straße: Über die Wiener Neustädter Straße B17 und die Leitha Straße B60 ist Eggendorf mit Wiener Neustadt und Wien verbunden und bietet Anbindungen an die Süd Autobahn A2 und die Südost Autobahn A3.
- Rad: Entlang des Wiener Neustädter Kanals führt ein Teil des EuroVelo 9 durch Eggendorf.[12]

## Sport
- ASK Eggendorf

## Politik

### Gemeinderat
| Der Gemeinderat hat 29 Mitglieder (seit dem Jahr 2025). - Mit den Gemeinderatswahlen in Niederösterreich 1990 hatte der Gemeinderat folgende Verteilung: 15 SPÖ, 5 ÖVP, 2 Grüne Bürgerliste, und 1 FPÖ. - Mit den Gemeinderatswahlen in Niederösterreich 1995 hatte der Gemeinderat folgende Verteilung: 14 SPÖ, 4 ÖVP, 3 FPÖ, 1 LIF, und 1 Grüne Bürgerliste. - Mit den Gemeinderatswahlen in Niederösterreich 2000 hatte der Gemeinderat folgende Verteilung: 9 SPÖ, 4 SPÖ Maria Theresia, 4 Überparteiliche Bürgerinitiative, 3 ÖVP, 2 FPÖ, und 1 Bauernbund. - Mit den Gemeinderatswahlen in Niederösterreich 2005 hatte der Gemeinderat folgende Verteilung: 8 SPÖ, 7 SPÖ Maria Theresia, 5 Überparteiliche Bürgerinitiative, 3 Liste Wukowich, und 2 ÖVP. - Mit den Gemeinderatswahlen in Niederösterreich 2010 hatte der Gemeinderat folgende Verteilung: 13 SPÖ Maria Theresia Liste Bgm Pollak, 5 SPÖ, 2 ÖVP, 2 FPÖ, 2 Überparteiliche Bürgerinitiative, und 1 Liste Wukowich. - Mit den Gemeinderatswahlen in Niederösterreich 2015 hatte der Gemeinderat folgende Verteilung: 19 SPÖ, 4 FPÖ, und 2 ÖVP. - Mit den Gemeinderatswahlen in Niederösterreich 2020 hatte der Gemeinderat folgende Verteilung: 20 SPÖ, 3 ÖVP und 2 FPÖ. - Mit den Gemeinderatswahlen in Niederösterreich 2025 hat der Gemeinderat folgende Verteilung: 20 SPÖ, 7 FPÖ und 2 ÖVP. | Die zur Anzeige dieser Grafik verwendete Erweiterung wurde dauerhaft deaktiviert. Wir arbeiten aktuell daran, diese und weitere betroffene Grafiken auf ein neues Format umzustellen. (Mehr dazu) |

### Bürgermeister
Ortsrichter, Ortsvorsteher und Bürgermeister seit 1817 waren:
- 1817–1829 Johann Baumann
- 1830–1838 Ignatz Rabitz
- 1838–1850 Johann Gribitz
- 1850–1850 Josef Thornton
- 1851–1854 Peter Brinner
- 1855–1859 Johann Gribitz
- 1859–1869 Anton Leitner
- 1869–1870 Johann Wunderl
- 1870–1873 Leopold Pfann
- 1873–1885 Georg Ankerl
- 1885–1911 Johann Leitner
- 1911–1919 Johann Janisch
- 1919–1924 Johann Baumann
- 1924–1934 Josef Nachtigall
- 1934–1938 Johann Gärtner
- 1938–1939 Franz Vollmer
- 1939–1943 Georg Wultsch
- 1943–1945 Franz Wanka
- 1945–1945 Johann Gaißler
- 1945–1953 Josef Nachtigall
- 1953–1970 Franz Hehsek
- 1970–1990 Hermann Baumann
- 1990–2005 Friedrich Mayerhofer
- 2005–2022 Thomas Pollak
- seit 2022 Thomas Winter (SPÖ)[21]

### Wappen
Blasonierung: „In Rot ein schwarzes achtzähniges Zahnrad mit auf Eck stehender Vierkantaufnahme, die vier kreuzweisen Speichen mit je einer goldenen, zum Radrand weisenden kurzgrannigen Kornähre belegt.“